# Cải bắp xôi
Tránh nhầm lẫn với loài khác có phát âm tên gần giống, xin đọc thêm Cải bó xôi
Cải bắp xôi hay dền tây (danh pháp khoa học: Tetragonia tetragonioides) là một loài thực vật có hoa trong họ Phiên hạnh. Loài này được (Pall.) Kuntze miêu tả khoa học đầu tiên năm 1891.